# Diatenes
Diatenes is een geslacht van vlinders van de familie spinneruilen (Erebidae), uit de onderfamilie Calpinae.

## Soorten
- D. accrocausta Turner, 1939
- D. aglossoides Guenée, 1852
- D. auriculata Turner, 1903
- D. derigens Walker, 1858
- D. gerula Guenée, 1852
- D. igneipicta Lower, 1902
- D. marmarinopa Meyrick, 1897
- D. quadrisignata Walker, 1858